# Odo II van Bourgondië
Odo II van Bourgondië (Frans: Eudes II) (circa 1118 - 27 september 1162) was van 1143 tot 1162 hertog van Bourgondië. Hij behoorde tot het huis Bourgondië.

## Levensloop
Hij was de zoon van hertog Hugo II van Bourgondië en Mathilde van Mayenne, dochter van graaf Gauthier van Mayenne.
Odo II weigerde in 1137 zijn eed van trouw af te leggen aan koning Lodewijk VII van Frankrijk, maar paus Adrianus IV verplichtte hem om zijn eed toch af te leggen. In 1147 steunde hij zijn neef, koning Alfons I van Portugal dan weer bij het beleg van Lissabon tegen de Moren en Odo II zelf nam ook deel aan de strijd.
Odo was echter een roofzuchtig heerser. Als boetedoening voor zijn daden moest hij een pelgrimstocht naar het Heilige Land doen. Het was tijdens die pelgrimstocht dat Odo II in 1162 overleed. Hij werd begraven in de abdij van Cîteaux.

## Huwelijk en nakomelingen
In 1145 huwde hij met Maria van Champagne, een dochter van graaf Theobald II van Champagne. Ze kregen volgende kinderen:
- Alix (1146-1192), huwde in 1164 met Archimbald, zoon van heer Archimbald VII van Bourbon,[4] en daarna met heer Odo (Eudes) de Deols van Boussac.
- Hugo III (1148-1192), hertog van Bourgondië[5]
- Mathilde (overleden in 1202), huwde met graaf Robert IV van Auvergne.

## Voorouders
| Voorouders van Odo II van Bourgondië | Voorouders van Odo II van Bourgondië                                  | Voorouders van Odo II van Bourgondië                                  | Voorouders van Odo II van Bourgondië                                  | Voorouders van Odo II van Bourgondië                                  | Voorouders van Odo II van Bourgondië                                  | Voorouders van Odo II van Bourgondië                                  | Voorouders van Odo II van Bourgondië                                  | Voorouders van Odo II van Bourgondië                                  |
| ------------------------------------ | --------------------------------------------------------------------- | --------------------------------------------------------------------- | --------------------------------------------------------------------- | --------------------------------------------------------------------- | --------------------------------------------------------------------- | --------------------------------------------------------------------- | --------------------------------------------------------------------- | --------------------------------------------------------------------- |
| Overgrootouders                      | Hendrik van Bourgondië (1035-1066) ∞ ? (-)                            | Hendrik van Bourgondië (1035-1066) ∞ ? (-)                            | Willem I van Bourgondië (1020-1087) ∞ Stephania van Longwy-Metz       | Willem I van Bourgondië (1020-1087) ∞ Stephania van Longwy-Metz       | ? (-) ∞ ? (-)                                                         | ? (-) ∞ ? (-)                                                         | ? (-) ∞ ? (-)                                                         | ? (-) ∞ ? (-)                                                         |
| Grootouders                          | Odo I van Bourgondië (1060-1102) ∞ Sibylla van Bourgondië (1065-1101) | Odo I van Bourgondië (1060-1102) ∞ Sibylla van Bourgondië (1065-1101) | Odo I van Bourgondië (1060-1102) ∞ Sibylla van Bourgondië (1065-1101) | Odo I van Bourgondië (1060-1102) ∞ Sibylla van Bourgondië (1065-1101) | Gauthier van Mayenne (1065-1124) ∞ Gerberge de Terrasson              | Gauthier van Mayenne (1065-1124) ∞ Gerberge de Terrasson              | Gauthier van Mayenne (1065-1124) ∞ Gerberge de Terrasson              | Gauthier van Mayenne (1065-1124) ∞ Gerberge de Terrasson              |
| Ouders                               | Hugo II van Bourgondië (1035-1066) ∞ Mathilde van Mayenne (1092-1163) | Hugo II van Bourgondië (1035-1066) ∞ Mathilde van Mayenne (1092-1163) | Hugo II van Bourgondië (1035-1066) ∞ Mathilde van Mayenne (1092-1163) | Hugo II van Bourgondië (1035-1066) ∞ Mathilde van Mayenne (1092-1163) | Hugo II van Bourgondië (1035-1066) ∞ Mathilde van Mayenne (1092-1163) | Hugo II van Bourgondië (1035-1066) ∞ Mathilde van Mayenne (1092-1163) | Hugo II van Bourgondië (1035-1066) ∞ Mathilde van Mayenne (1092-1163) | Hugo II van Bourgondië (1035-1066) ∞ Mathilde van Mayenne (1092-1163) |